# Carosino
Carosino is een gemeente in de Italiaanse provincie Tarente (regio Apulië) en telt 6192 inwoners (31-12-2004). De oppervlakte bedraagt 10,8 km², de bevolkingsdichtheid is 573 inwoners per km².

## Demografie
Carosino telt ongeveer 2119 huishoudens. Het aantal inwoners steeg in de periode 1991-2001 met 1,9% volgens cijfers uit de tienjaarlijkse volkstellingen van ISTAT.
| Jaar | Inwoneraantal |
| ---- | ------------- |
| 1991 | 5959          |
| 2001 | 6070          |

## Geografie
De gemeente ligt op ongeveer 70 m boven zeeniveau.
Carosino grenst aan de volgende gemeenten: Grottaglie, Monteiasi, Monteparano, San Giorgio Ionico, Tarente.